# WikiRank
Wikirank.net (vagy WikiRank) – online webszolgáltatás az automatikus minőségértékeléshez és a Wikipédia cikkek összehasonlításához.
A tudományos munkák első említése 2015-ben volt. Az egyik olyan kutatás, amely a WikiRank szolgáltatással végzett minőségi értékelés eredményeit írja le, a Wikipédia és más Wikimédia projektek egyik legfontosabb eredménye, a 2017-2018-as időszakban.
A szolgáltatás megkülönböztető jellemzője, hogy lehetővé teszi a Wikipédia cikkek minőségének és népszerűségének értékelését 0 és 100 között a szintetikus mérés számítás eredményeként. Ez egyszerűsíti a cikkek nyelvi verzióinak összehasonlítását, amelyek különböző osztályozási sémákkal és értékelési szabványokkal rendelkezhetnek. A minőségi és népszerűségi kategóriák megszerzéséhez a WikiRank különböző fontos, szövegek hossza, hivatkozások száma, szakaszok, képek, látogatások száma és mások
Kezdetben a szolgáltatás lehetővé tette a cikkek minőségének összehasonlítását 7 nyelvi változatban. Most a szolgáltatás értékeli a cikkeket több mint 50 nagy nyelvi kiadásban. A jövőben a minőségértékelésre új intézkedéseket kell bevezetni, beleértve a társadalmi forrásokból származó társadalmi jeleket (például Facebook, Twitter, Reddit, LinkedIn és más), valamint a Google, Bing, Yahoo!, Baidu, Yandex és más).
A WikiRank didaktikai célokra is felhasználható különböző felsőoktatási intézményekben (például a Varsói Egyetem).
A WikiRank által szolgáltatott eredmények a infoboxes minőségértékelésében használatosak.